# إسماعيل الرفاعي
إسماعيل الرفاعي (1967-) هو فنان تشكيلي وكاتب وشاعر وروائي سوري، ولد في مدينة الميادين، دير الزور في سوريا عام 1967، حصل على بكالوريوس فنون جميلة من كلية الفنون الجميلة بجامعة دمشق، وهو عضو نقابة الفنون الجميلة بسوريا، وعضو جمعية الإمارات للفنون التشكيلية، نال العديد من الجوائز الفنية والأدبية منها جائزة دبي الثقافية (2015)، والجائزة الأولى في المعرض السنوي لجمعية الإمارات للفنون التشكيلية عام (2013). وجائزة الشارقة للإبداع العربي عن رواية «أدراج الطين» عام 2006، و«جائزة نقيب الفنون الجميلة - سوريا» عام 2002، وأصدر مجموعة شعرية بعنوان «وعد على شفة مغلقة» عام 2002.

## مؤلفات
- «أدراج الطين»، رواية، دائرة الثقافة والإعلام، حكومة الشارقة، 2006، عدد الصفحات:124.[4][5]
- «وعد على شقة مغلقة»، مجموعة شعرية، دار كنعان للدراسات والنشر، 2001، عدد الصفحات:63.[6]
- «لقاء مارس»، 2008، عدد الصفحات:89.[7]